# Moldosin
Moldosin Vaslui a fost un combinat de fibre sintetice din România.
În anul 2003, compania a fost scoasă la licitație pentru privatizare de către APAPS.
La licitație s-au prezentat două firme, Contactoare Buzău a omului de afaceri Ștefan Vuza, și Manhattan Trading Co SRL Romania (societate controlată de Omar Hayssam prin cumnatul său, Mihai Nasture), precum și persoana fizică Ionel Maricel Stan.
Licitația a fost câștigată de Vuza, dar după puțin timp, acesta a renunțat la Moldosin în favoarea societății Manhatan.
În noiembrie 2004, Asociația Salariaților PET Moldosin a devenit proprietarul fabricii, preluând pachetul majoritar de acțiuni printr-un act de cesionare de la fostul proprietar, Manhattan Trading SRL București.
La finele anului 2005, proprietarul Moldosin, Asociația Salariaților PET Moldosin, a anunțat că nu poate îndeplini obligațiile asumate la data privatizării, solicitând rezilierea contractului de privatizare și reînscrierea AVAS ca acționar majoritar.
În februarie 2006, Autoritatea pentru Valorificarea Activelor Statului (AVAS) a fost reînscrisă ca acționar al companiei, cu 59,33% din acțiuni.
Tot în februarie 2006, activitatea companiei a fost oprită definitv.
În martie 2007, Moldosin a intrat în lichidare judiciară din cauza imposibilității achitării datoriilor către creditori și a lipsei de oferte în vederea privatizării.
Număr de angajați:
- 2006: 400[5]
- 2004: 500[2]
- 2002: 1.000[6]
- 1999: 1.300[7]

Cifra de afaceri în 2001: 7,8 milioane dolari